# Schloßteich (Flechtingen)
Der Schloßteich Flechtingen ist ein Teich in Flechtingen in Sachsen-Anhalt.

## Geographie
Er hat eine Fläche von 10,5 Hektar und ist prägend für das Ortsbild Flechtingens, in dessen Zentrum der Teich liegt. Die Ortslage Flechtingens erstreckt sich vor allem am Ost- und Nordufer des Teichs. Im nördlichen Teil des Teichs liegt die Wasserburg Flechtingen auf einer Felseninsel, die 100 Meter lang und 60 Meter breit und über zwei Dämme mit dem Ufer verbunden ist. Eine weitere kleine Insel mit einem Durchmesser von rund 25 bis 30 Meter. Auf ihr steht ein Grabstein mit der Aufschrift: „Werner † 7. Aug. 1888“

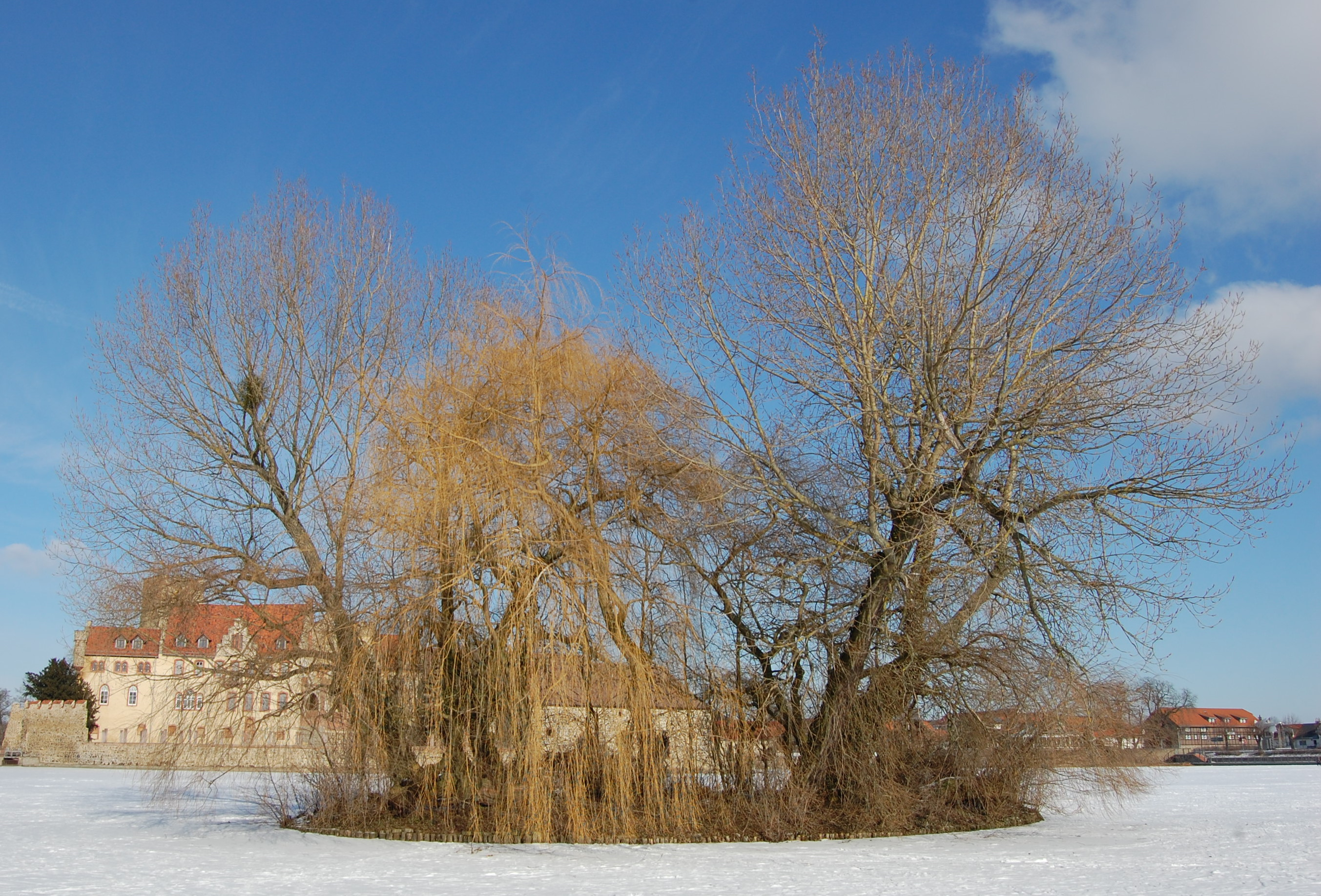
Die kleinere Insel im Schloßteich
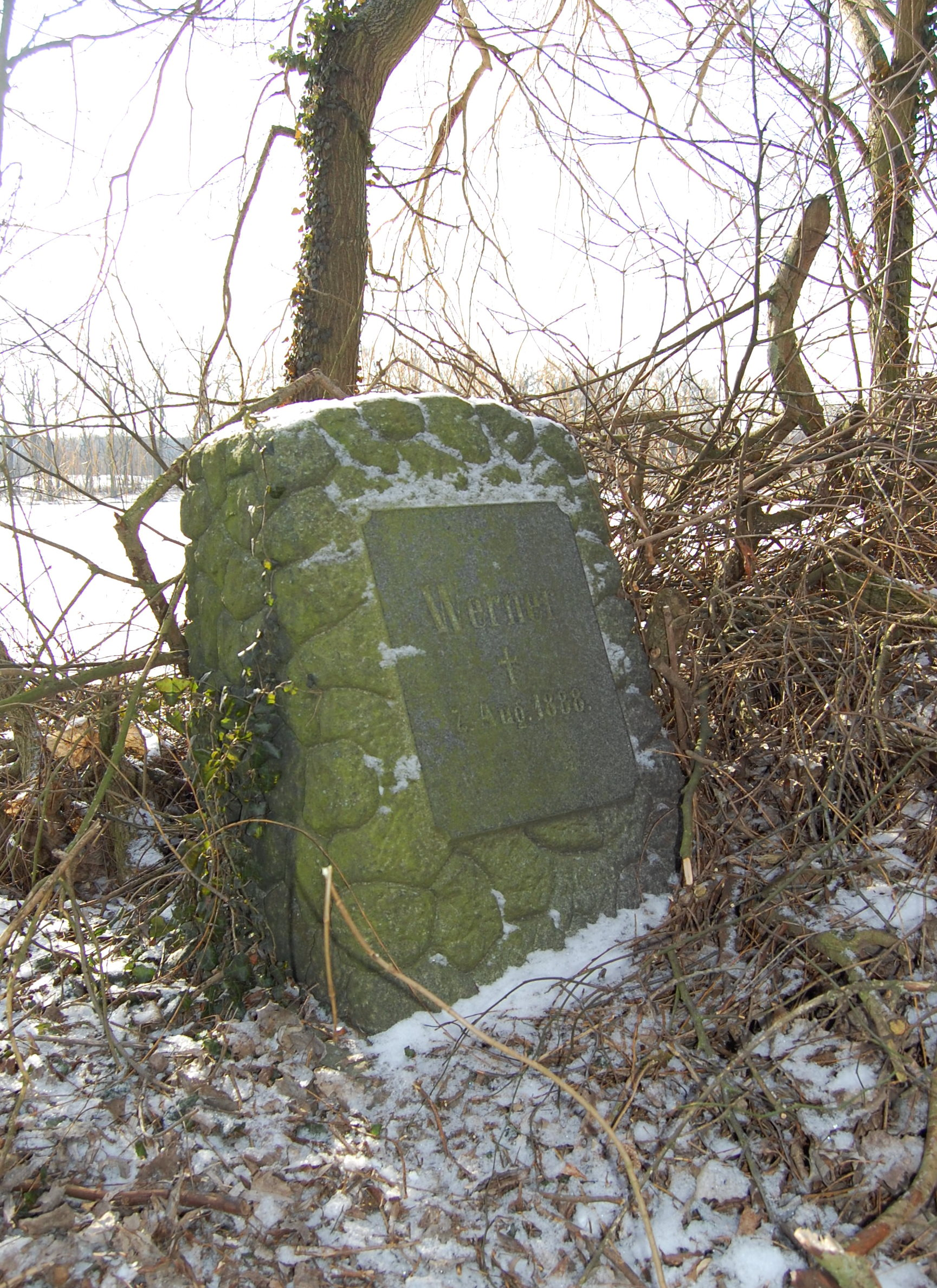
Grabstein auf der kleineren Insel

## Hydrologie
Der Teich speist sich aus mehreren Zuflüssen. Südlich befindet sich ein Vorteich, der 1,5 Hektar große Mühlenteich Flechtingen, der von Süden her durch die Große Renne gespeist wird. Unmittelbar westlich, nur durch einen schmalen Damm getrennt, schließt sich der nur 0,6 Hektar große Sieben-Insel-Teich an. Nördlich der Wasserburg schließt sich der einen Hektar große Kleine Schloßteich an, in den der Schloßteich Flechtingen entwässert. Aus dem Kleinen Schlossteich entspringt in Fließrichtung Norden (später Nordwesten) die Spetze, die letztlich in die Aller mündet.

## Fauna
Im Teich kommen die Fischarten Aal, Barsch, Brassen, Hecht, Karpfen, Marmorkarpfen, Rotauge, Schleie und Zander vor. Darüber hinaus wurden im Teich Amerikanische Flusskrebse, Malermuschel, Teichmuschel und Große Schlammschnecke gefunden.